# Cirkovce
Cirkovce so naselje v Občini Kidričevo. Naselje se nahaja v tradicionalni pokrajini Štajerska in spada v Podravsko statistično regijo.

## Cerkev
Župnijska cerkev v naselju je posvečena Marijinemu vnebovzetju in spada pod Rimskokatoliško nadškofijo Maribor. Načrtoval jo je Hans Pascher in je bila zgrajena med letoma 1904 in 1906 na mestu prejšnje stavbe, ki je omenjena v pisnih dokumentih iz leta 1404.

## Znane osebnosti
Znane osebnosti iz Cirkovc vključujejo:
- Davorin Beranič (1879–1923), čebelar